# 安德罗斯岛 (巴哈马)

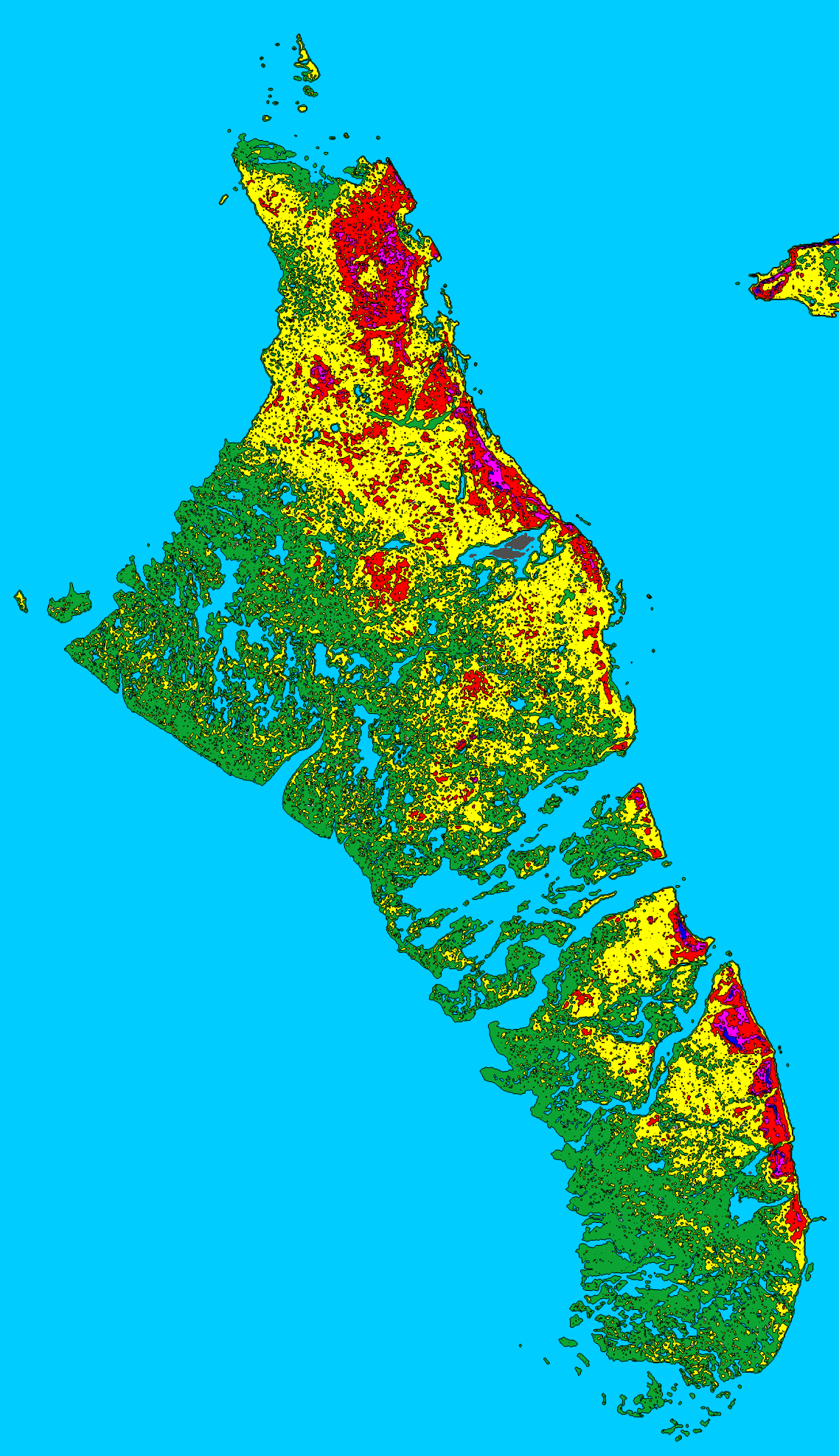
安德罗斯岛地势。绿色：0.0-4.6 m；黄色：4.6-9.1 m；红色：9.1-13.7 m；紫色：13.7-18.3 m；蓝色：18.3+ m

安德罗斯岛（英語：Andros Island）是巴哈马的一个群岛，虽然巴哈马国内在政治上把它视为一个岛屿。当地人经常称其为大围场（Big Yard）或“沉睡的巨人” （The Sleeping Giant）。该岛总面积5,957 km2 （2,300 sq mi），长约167 km （104 mi），宽约64 km （40 mi）。
该岛为巴哈马的第一大岛，面积超过了巴哈马其他700多个岛屿面积总和。安德罗斯全岛是西印度群岛第5大岛。如果仅考虑“北安德罗斯岛”，仍然是西印度群岛的第6大岛。不过地理上，西印度群岛的北界是海地岛与古巴岛之间的向风海峡，巴哈马不属于西印度群岛。该岛总人口约7,800。该岛上有安德罗斯镇国际机场。
安德罗斯岛由3个大岛：北安德罗斯岛、红树林珊瑚岛（Mangrove Cay）、南安德罗斯岛，以及数百个小岛、礁组成，其间是红树林河口与潮汐带滩涂。 
安德罗斯岛东侧是“大洋的舌头”（ Tongue of the Ocean），一个U型深海峡谷，东、中、西三面被“大巴哈马浅滩”（Great Bahama Bank ）包围，北面开口与北大西洋深海平原相接，南侧深度1000米以上，北侧深度2000-3000米。安德罗斯岛属于大巴哈马浅滩一部分，在安德罗斯岛的西北、西侧、西南侧，是极浅（在2米以内）、宽度超过100千米的海域。大巴哈马浅滩在地质上是厚度超过4500米的石灰岩沉积，形成于白垩纪到早侏罗纪，作为浅水石灰岩沉积，如此惊人厚度的唯一解释是当地石灰岩地层在自身厚度下不断下沉，3.6厘米/1000年。在侏罗纪以来的冰河时期，海平面下降了120米以上，大巴哈马浅滩成为陆地暴露与大气中，形成了喀斯特地貌的溶洞与沉洞。间冰期海平面上升以后，安德罗斯岛因而出现了大量的蓝洞。